# Alaina Capri
Alaina Capri és una actriu que va aparèixer a les pel·lícules del director Russ Meyer Common Law Cabin i Good Morning and... Goodbye!

## Primers anys de carrera
Capri va créixer a Inglewood (Califòrnia), i va ser nomenada Miss Muscle Beach l'any 1956. Als 16 anys, Russ Meyer la va fotografiar després de veure-la al diari. Capri va estudiar interpretació a la UCLA i més tard va formar part d'un trio de pop femení, The Loved Ones, sota la direcció d'Oliver Berliner.:185 Va aparèixer en un paper no acreditat a la pel·lícula de Jerry Lewis The Delicate Delinquent (1957).:186

## Carrera amb Russ Meyer
Abans que The Loved Ones marxessin per un compromís al Japó, Berliner va veure un anunci que buscava "noies guapes per posar en una pel·lícula" i va enviar la seva foto a Meyer.:186 l primer paper de Capri amb Meyer va ser "Common Law Cabin" (1967).
La segona i darrera pel·lícula de Capri va ser Good Morning... and Goodbye! (1967). Segons el biògraf Jimmy McDonough, Capri es va sentir traïda per Meyer després d'una escena que li van dir "al·lusió a la nuesa" mostrava més del seu cos del que Capri se sentia còmoda. Ella li va dir a McDonough: "Estava molt molesta. Mai vaig tornar a parlar amb ningú del plató".:202

## Via després de Russ Meyer
Capri va deixar l'espectacle després de Good Morning... and Goodbye! per convertir-se en mestra d'escola. Estava aterrida que algú s'assabentés de la seva carrera cinematogràfica i Meyer va protegir el seu anonimat.:202 Capri va assistir al funeral de Meyer el 2004.:394

## Filmografia
| Any  | Títol                        | paper        |
| ---- | ---------------------------- | ------------ |
| 1957 | The Delicate Delinquent      | No acreditat |
| 1967 | Good Morning and... Goodbye! | Angel Boland |
| 1967 | Common Law Cabin             | Sheila Ross  |